# Arnold Pick
Arnold Pick (ur. 20 lipca 1851 w Velké Meziříčí, zm. 4 kwietnia 1924 w Pradze) – austriacki lekarz neurolog i psychiatra. Jako pierwszy opisał chorobę znaną dziś jako choroba Picka i zidentyfikował w obrazie neuropatologicznym choroby tzw. ciała Picka.

## Życiorys
Studiował medycynę na Uniwersytecie Wiedeńskim. Jako student został asystentem Theodora Meynerta. W 1875 otrzymał tytuł doktora medycyny i został asystentem Carla Westphala w Berlinie, współpracował także z Carlem Wernickem. W 1875 został lekarzem w zakładzie dla chorych umysłowo (Grossherzogliche Oldenburgische Irrenheilanstalt) w Wehnen. Od 1877 był lekarzem w zakładzie w Pradze. W 1878 mianowany docentem psychiatrii i neurologii na Uniwersytecie w Pradze. Od 1880 dyrektor zakładu dla chorych psychicznie w Dobrzan (dziś Dobřany). W 1886 otrzymał nominację na profesora na Uniwersytecie w Pradze, objął też kierownictwo uniwersyteckiej kliniki.
W 1922 roku ukazał się poświęcony mu numer (Festschrift) czasopisma Zeitschrift für die gesamte Neurologie und Psychiatrie.
Zmarł w 1924 roku z powodu posocznicy wikłającej operację kamicy nerkowej. Wspomnienia pośmiertne poświęcili mu Sittig i Schürer.

## Dorobek naukowy
Jego najbardziej znanym dokonaniem jest opis choroby znanej dziś jako choroba Picka. Jako pierwszy użył określenia dementia praecox, potem spopularyzowanego przez Kraepelina. Wspólnie z Ottonem Kahlerem sformułował zasadę, znaną dawniej jako prawo Kahlera-Picka, dotyczącą ułożenia korzeni tylnych nerwów rdzeniowych. Wprowadził do medycyny terminy paramnezji powielającej i autotopagnozji. Jako halucynacje Picka określa się szczególny rodzaj omamów wzrokowych, typowo występujący w uszkodzeniu dna komory IV mózgu. Jego koncepcje dotyczące otępień do dziś są wysoko cenione. W 1894 opisał rzadką chorobę skóry, erytromelię (acrodermatitis chronica atrophicans).

## Wybrane prace
- Ueber primäre chronische Demenz (so. Dementia praecox) im jugendlichen Alter. Prager medicinische Wochenschrift 16, 312-315, 1891.
- Über die Beziehungen der senilen Hirnatrophie zur Aphasie. Prager medicinische Wochenschrift 17: 165-167, 1892
- Beiträge zur Pathologie und pathologischen Anatomie des Centralnervensystems, mit Bemerkungen zur normalen Anatomie desselben. Berlin: Karger, 1898.
- Studien über motorische Apraxie und ihr nahestehende Erscheinungen; ihre Bedeutung der Symptomatologie psychopathischer Symptomenkomplexe. Leipzig: Deuticke 1905, Wien 1905.
- Studien zur Gehirnpathologie und Psychologie. Berlin, 1908.
- Apperzeptive Blindheit der Senilen. Arbeiten aus der deutschen psychiatrischen Klinik in Prag 43, 1908
- Initialerscheinungen der zerebralen Arteriosklerose und kritische Erörterung ihrer Pathogenese. Sammlung zwangloser Abhandlungen aus dem Gebiete der Nerven- und Geisteskrankheiten Band 8, Heft 8, Halle, 1909.
- Über das Sprachverständnis. Leipzig: Barth, 1909.
- Die agrammatischen Sprachstörungen; Studien zur psychologischen Grundlegung der Aphasielehre. Berlin: Springer, 1913.
- Der Krieg und die Reservekräfte des Nervensystems. Sammlung zwangloser Abhandlungen aus dem Gebiete der Nerven- und Geisteskrankheiten Band 11, Heft 5. Halle, 1916.
- Die neurologische Forschung in der Psychopathologie und andere Aufsätze. Sammlung zwangloser Abhandlungen aus dem Gebiete der Nerven- und Geisteskrankheiten, Heft 13. Berlin, 1921.